# Bim Bum Bam Compilation
Bim Bum Bam compilation è una raccolta di sigle di serie animate e programmi per bambini degli anni '80 (e in minima parte '90) in onda sulle reti Mediaset, commercializzata a partire dal 10 febbraio 2012 attraverso il circuito delle edicole. Dal giorno 28 dello stesso mese, la compilation, è stata distribuita anche nei canali di vendita tradizionali, con un'edizione apposita.

## Tracce

### CD1
Testi di Alessandra Valeri Manera tranne dove indicato.
1. Bim Bum Bam (testo: Luciano Beretta, Albano Bertoni – musica: Augusto Martelli)
2. Dragon Ball (musica: Max Longhi, Giorgio Vanni)
3. Mila e Shiro due cuori nella pallavolo (musica: Carmelo Carucci)
4. Memole dolce Memole (musica: Giordano Bruno Martelli)
5. Là sui monti con Annette (musica: Giordano Bruno Martelli)
6. Love me Licia (musica: Giordano Bruno Martelli)
7. Sandy dai mille colori (musica: Giordano Bruno Martelli)
8. Puffa di qua, puffa di là (musica: Vincenzo Draghi)
9. Holly e Benji due fuoriclasse (testo: Alessandra Valeri Manera, Nicola Gianni Muratori – musica: Augusto Martelli)
10. La regina dei mille anni (musica: Augusto Martelli)
11. Lupin, l'incorreggibile Lupin (musica: Carmelo Carucci)
12. Vola mio mini pony (musica: Carmelo Carucci)
13. I Puffi sanno (musica: Vincenzo Draghi)
14. L'incantevole Creamy (musica: Giordano Bruno Martelli)
15. Magica, magica Emi (musica: Giordano Bruno Martelli)
16. Occhi di gatto (musica: Carmelo Carucci)
17. Pollon, Pollon combinaguai (testo: Alessandra Valeri Manera, Vladimiro Albera – musica: Piero Cassano)
18. Bim Bum Bam... ma che magia!!! (musica: Vincenzo Draghi)

### CD2
Testi di Alessandra Valeri Manera.
1. Che avventure a Bim Bum Bam con il nostro amico Uan (musica: Augusto Martelli)
2. Georgie (musica: Alberto Baldan Bembo, Vladimiro Albera)
3. Nanà Supergirl (musica: Piero Cassano)
4. Evelyn e la magia di un sogno d'amore (musica: Giordano Bruno Martelli)
5. Le avventure della dolce Katy (musica: Detto Mariano)
6. Kiss me Licia (musica: Giordano Bruno Martelli)
7. I ragazzi della Senna (Il Tulipano Nero) (musica: Augusto Martelli)
8. Teneramente Licia (musica: Carmelo Carucci)
9. Arriva Cristina (musica: Carmelo Carucci)
10. Alla scoperta di Babbo Natale (musica: Carmelo Carucci)
11. Jem (musica: Carmelo Carucci)
12. Pollyanna (musica: Carmelo Carucci)
13. Juny peperina inventatutto (musica: Vincenzo Draghi)
14. Palla al centro per Rudy (musica: Vincenzo Draghi)
15. Prendi il mondo e vai (musica: Massimiliano Pani)
16. Ti voglio bene Denver (musica: Carmelo Carucci)
17. Il mistero della pietra azzurra (musica: Carmelo Carucci)
18. Viva Bim Bum Bam (musica: Vincenzo Draghi)